# Сент-Вінсент і Гренадини

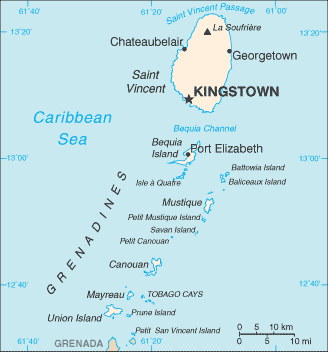
Мапа Сент-Вінсент і Гренадин

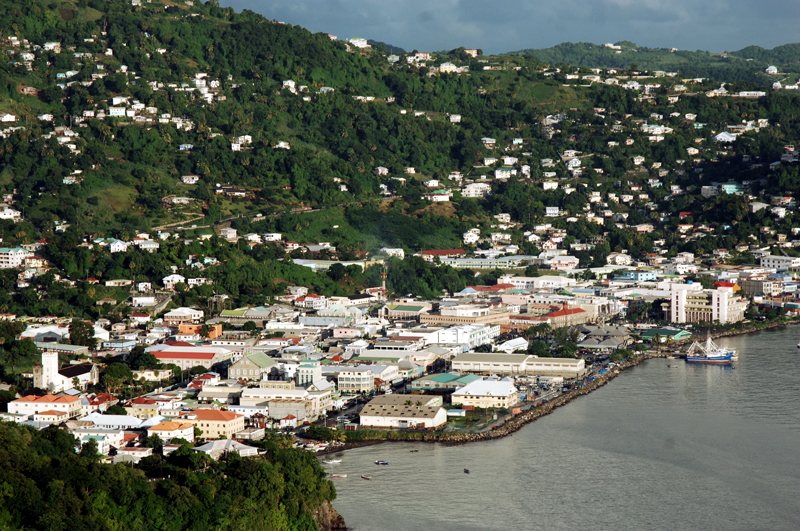
Кінгстаун, столиця країни

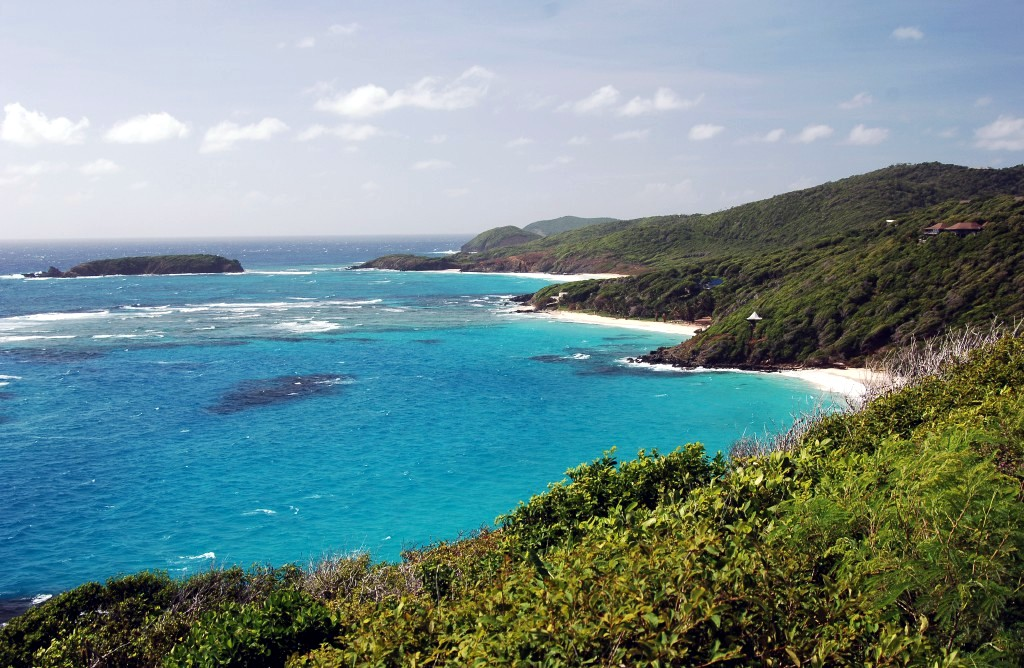
Острів Мюстік на Гренадинах

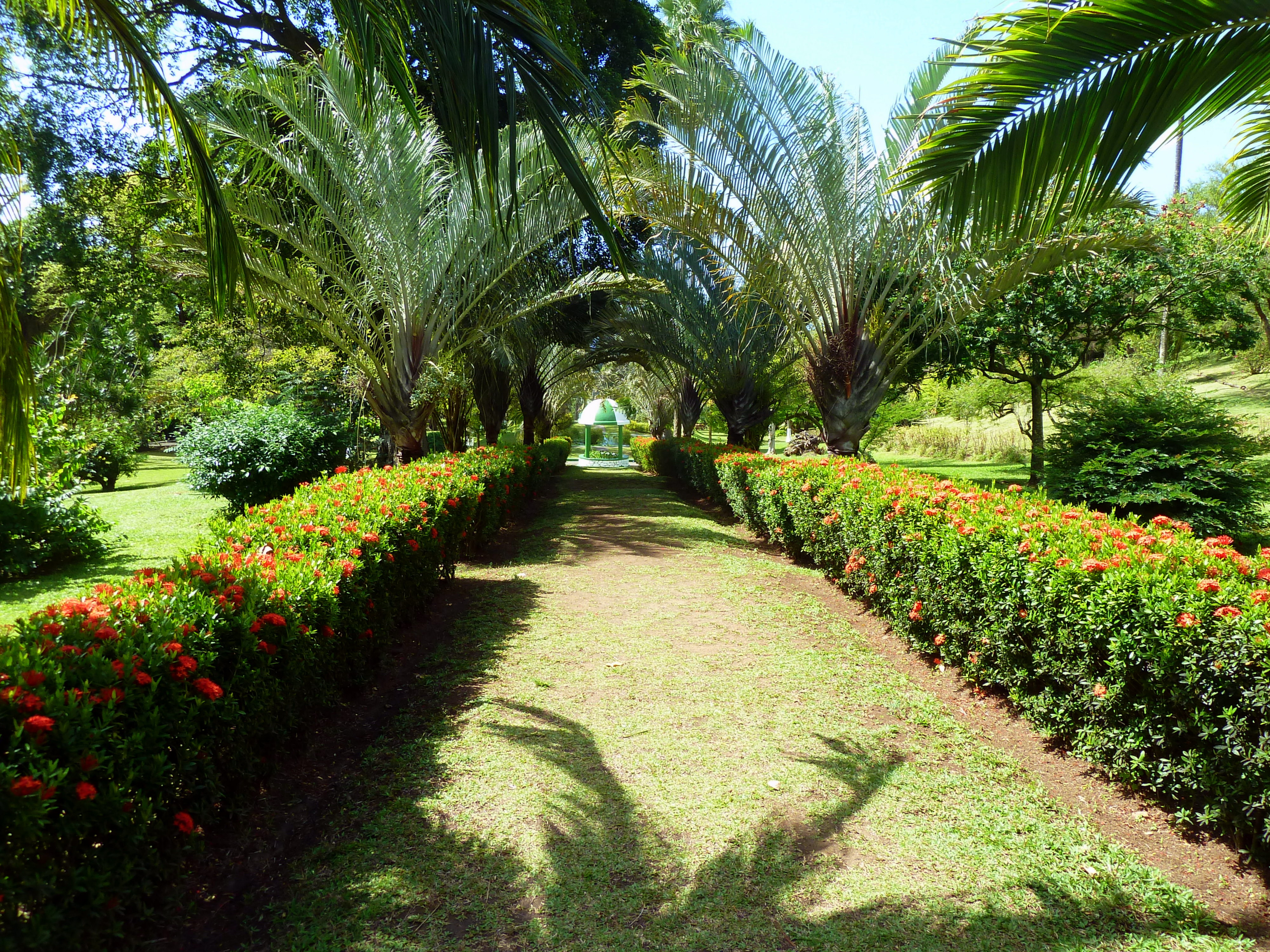
Сент-Вінсентський ботанічний сад

Сент-Ві́нсент і Гренади́ни, або Сент-Ві́нсент і Гренаді́ни (англ. Saint Vincent and the Grenadines) — незалежна держава в групі Навітряних островів Малих Антильських островів.
До складу території входять відносно великий острів Сент-Вінсент і близько 32 дрібних островів, які входять до групи Північні Гренадини, а також рифів Тобаго. Загальна площа островів — 389,3 км², з них Сент-Вінсент — 344 км², Гренадини — 45,3 км². Назва країни походить від імені Святого Вінсента та іспанської провінції Гранада.
Населення: 109 000 (2013), столиця і головний порт країни — Кінгстаун (16 500 жителів).
Країна є членом ООН, ОАД, Британської Співдружності націй, Карибської співдружності (КАРІКОМ), Організації Східнокарибських держав.

## Історія
Острів Сент-Вінсент відкрив Христофор Колумб 22 січня 1498 року, в День св. Вінсента. До моменту відкриття острів був населений вже 5,5 тисячі років: спочатку індіанцями чибоні, які перебралися на острови з території південноамериканського континенту приблизно в 5000 році до н. е. Потім, приблизно в III столітті сюди переселилися араваки, яких потім витіснили войовничі індіанці кариби. Після початку колонізації острова кариби вчинили запеклий опір іспанцям, що володіли островом до 1627. Опір індіанців насилу придушили набагато пізніше, ніж на інших територіях регіону — тільки в середині XVIII століття.
У XVII—XVIII століттях острів по черзі переходив під контроль Великої Британії і Франції. З 1719 французи почали вирощувати там кавове дерево, тютюн, індигоферу і бавовник. Як робочу силу масово почали завозити рабів з Африки, внаслідок змішаних шлюбів з індіанцями утворився прошарок «темношкірих карибів». Після скасування рабства в 1834 році для роботи на плантаціях залучалась наймана робоча сила з Індії і Португалії. Все це обумовило дуже строкатий етнічних склад населення країни.
Англійці захопили острів у 1763 році, а з 1783 року острови за Версальським мирним договором стали британською колонією. Англійці продовжували інтенсивно створювати плантації і завозити рабів. Незабаром спалахнуло повстання «чорних» і «жовтих» карибів, що супроводжувалося вбивствами багатьох жителів англійських поселень і знищенням плантацій. Повстання було жорстоко придушене англійцями, які виселили більш як 5 000 індіанців на інші острови і в резервації.
З 1838 острови входили до складу колонії Британські Навітряні острови. Наприкінці XIX-початку XX століть економіка островів прийшла в занепад внаслідок звільнення рабів і через ряд руйнівних ураганів і вивержень вулкана Суфрієр, лише 1902 року внаслідок виверження вулкана загинуло 2000 жителів. У 1951 запроваджене загальне виборче право, з 1958 по 1962 Сент-Вінсент і Гренадини входили до Федерації Вест-Індії. У 1969 Сент-Вінсент і Гренадини отримали статус «асоційованої держави» з правом повного внутрішнього самоврядування. Повністю незалежною державою в складі Британської Співдружності стали 27 жовтня 1979 року. До того часу сільськогосподарське виробництво повністю вийшло з кризи початку століття і знову посіло провідні позиції в регіоні. Однак стихійні лиха наприкінці 1970-х-1980-х роках знову дуже підірвали його позиції. У 1990-х роках через часті негаразди в сільському господарстві було прийнято рішення розвивати туризм як основну галузь господарства.
25 вересня 2019 р. під час 74-ї сесії Генеральної Асамблеї ООН Міністр закордонних справ України Вадим Пристайко та ‬Прем'єр-міністр Сент-Вінсент і Гренадин Ральф Гонсалвіш ‪підписали Спільне комюніке про встановлення дипломатичних відносин між Україною та Сент-Вінсентом і Гренадинами.‬

## Населення
Населення — 109 тис. чол (2011). Густота населення: 307 осіб/км². Офіційна мова — англійська. Поширені мови — англійська, французька. Етнічний склад населення: африканці — 66 %, змішані — 19 %, індуси — 6 %, білі — 4 %, карибські індіанці — 2 %, інші — 3 %. Домінуюча релігія: протестантизм. Релігійний склад: англікани — 47 %, методисти — 28 %, римо-католики 13 %, інші (включно з індуїстами, адвентистами, іншими протестантами) — 12 %. Рівень урбанізації — 47 %.

## Державні символи
Державний прапор — прийнятий 21 жовтня 1985 року. Являє собою триколор з трьох вертикальних смуг синього, жовтого і зеленого кольорів. В центрі жовтої смуги, шириною 1/2 довжини прапора, зеленим кольором зображено три алмази, розташовані у вигляді латинської букви V — першої літери в назві острова Вінсент.
Державний герб — складається з квітки бавовнику, емблеми і стрічки з текстом «Мир і Правосуддя» на латині.
Національним Гімном Сент-Вінсент і Гренадин є музичний твір «Земля Сент-Вінсент така чудова». Пісню було вперше офіційно виконано у 1967 році і офіційно затверджено як національний гімн після здобуття незалежності у 1979 році.

## Промисловість та Економіка
Електроенергія виробляється на ТЕС (70 %) та ГЕС (30 %). Діють промислові підприємства з виробництва цементу, продуктів харчування, меблів, одягу, арроруту-крохмалю, що отримується з коренів, плодів, бульб тропічних рослин. Країна є провідним світовим виробником і експортером арроруту. У 1990-х створено підприємства з виробництва тенісних ракеток і складання електроапаратури на експорт.
Експорт: банани, солодка картопля, копра, аррорут.

## Географія
Держава Сент-Вінсент і Гренадини розташована в групі Навітряних островів, на південь від Сент-Люсії, на північ від Тринідаду і Тобаго та на захід від Барбадосу. З заходу омивається водами Карибського моря, зі сходу — Атлантичного океану (загальна протяжність берегової лінії острова Сент-Вінсент — 84 км).
До складу території входять відносно великий острів Сент-Вінсент і близько 30 дрібних островів, які входять до групи Північні Гренадини (Бекія, Мюстік, Пті-Мюстік, Кануан, Пті-Кануан, Балісо, Саван, Юніон, Меро, Палм-Айленд, Пті-Невіс, Іль-ля-Кватре, Піджен-Айленд тощо), а також рифів Тобаго. Загальна площа островів — 389,3 км, з них Сент-Вінсент — 344 км, Гренадини — 45,3 км.
На найбільшому острові (Сент-Вінсент) проявляється сучасний вулканізм (вулкан Суфріер, 1234 м).

### Рельєф
Острів Сент-Вінсент має вулканічне походження. Узбережжя Сент-Вінсенту утворене неширокою низовиною, причому з навітряного боку воно дуже скелясте, тоді як підвітряний бік утворений величезною кількістю майже плоских піщаних берегів і заток.
Північна третина острова зайнята величезним гірським масивом, утвореним схилами активного вулкана Суфрієр (1234 м). Це один із найдавніших вулканів регіону — його вік визначається орієнтовно в 60 млн років, тільки за нашу еру він вивергався як мінімум уже 160 разів. Останнім часом виверження Суфрієра відбувалися в 1718, 1812, 1902 і 1979. На південь від нього розташований ланцюг з конусів погаслих вулканів, що поступово знижуються. Його схили (круті західні й більш пологі східні) покриті густими вологими тропічними лісами, а численні гірські потоки утворюють складну систему річок і озер (навіть у кратері є невелике вулканічне озеро). Багато річкових потоків були перервані вулканічною діяльністю, тому на схилах часто зустрічаються «сухі річки», русла яких були перегороджені потоками лави.
Центральна частина острова вкрита лісами, утворена вона невисокими вибалками гірських масивів, порізаних глибокими й родючими долинами, багато які з них увінчані конусами бокових жерл Суфрієра, на зразок долини Месопотамія і піку Бономм (970 м), що обмежує її з півночі.
Пляжі острова вкриті чорним вулканічним піском; виняток становлять білі піщані пляжі на південному краї острова.
Острови архіпелагу Гренадини невеликі за розміром, вони також мають вулканічне походження. Ця група крихітних скелястих островів і рифів, що тягнуться від головного острова на південь, ледве височить над поверхнею води (максимальна висота групи — 6 м). Найбільший з них — Бекія, має площу всього 18 км², а найменший — безіменний риф між Каріока і Юніоном — усього 1,5 м². Рослинність тут загалом трав'яниста. Багато з островів Гренадин сухі й покриті лише чагарником, і мало з них мають власні джерела прісної води або постійне населення. Часто облямовані кораловими рифами.

### Клімат
Клімат тропічний пасатний, вологий. Середньомісячні температури мало міняються протягом року й коливаються в межах від 24 до 28 °C. Середньорічна кількість опадів від 1500 мм (на південно-східному узбережжі) до 3750 мм (на схилах гір, особливо в північній частині). Найбільша кількість опадів (до 70 %) випадає в період з травня-липня по листопад. Липень — найвологіший місяць року, в цей час дощі йдуть у середньому близько 26 днів. Часто налітають і сильні урагани, 2010 року ураган Томас викликав руйнування і людські жертви на острові Вінсент. Сухий сезон триває з грудня по квітень-червень, а квітень вважається найсухішим місяцем року — не більше шести дощових днів.

## Природа
Сент-Вінсент і Гренадини — тропічна волога країна. Колись тут зростали тропічні ліси, здебільшого замінені плантаціями. Уздовж узбережжя острова Сент-Вінсент простяглися пляжі з чорного вулканічного піску, уздовж узбереж островів Гренадини — пляжі з коралових пісків. Острови облямовані кораловими рифами.

### Тваринний світ
Багата фауна птахів (папуга сент-вінсентський амазон, що вимирає, рідкісний підвид рудобородого дрозда-самітника, танагра червоноголова тощо). Прибережні води рясніють рибою, ракоподібними і молюсками. На островах з метою охорони природи діють декілька лісових і орнітологічних заповідників.

## Міжнародні відносини Сент-Вінсент і Гренадини та України
25 вересня 2019 року на полях 74-ї сесії Генеральної Асамблеї ООН Міністр закордонних справ України Вадим Пристайко та ‬Прем'єр-міністр Сент-Вінсент і Гренадин Ральф Гонсалвіш ‪підписали Спільне комюніке про встановлення дипломатичних відносин між Україною та Сент-Вінсент і Гренадинами.‬